# Gmina Mahoning (hrabstwo Armstrong)

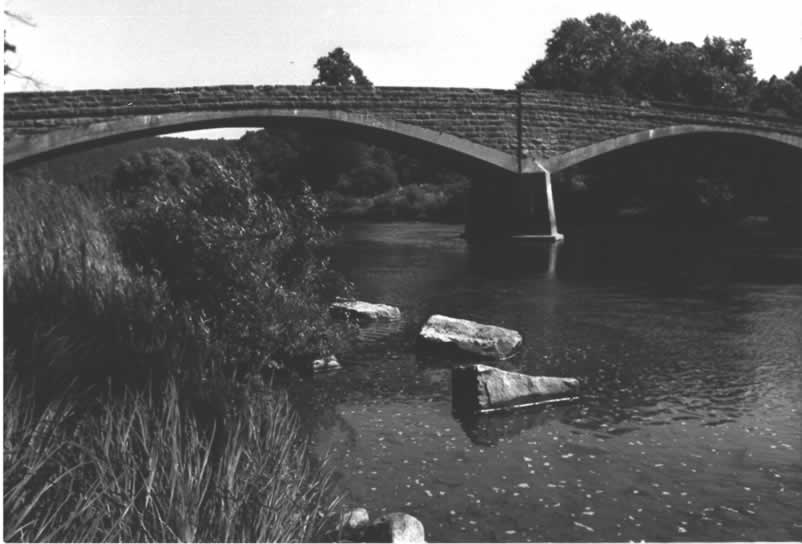
Dawny most pomiędzy Madison a Mahoning

Mahoning (ang. Mahoning Township) – gmina w USA, w stanie Pensylwania, w hrabstwie Armstrong. Według danych z 2000 roku gmina miała 1502 mieszkańców.